# 白滝不動堂 (京丹後市)
白滝不動堂（しらたきふどうどう）は、京都府京丹後市大宮町上常吉にある仏堂。

## 白滝不動堂
白滝不動堂は京丹後市大宮町上常吉小字車が谷の常吉川の上流にあり、磯砂山へとつながる林道の先に修験者たちが行をしたという。また、「得円法師の荒行の跡と伝えられている」。9月1日には経典寺の住職の法要が行われる。かつてはこの祭りに「駄菓子屋などの露店が出て、子供を連れてお参りした」とある。
有形文化財としては白滝不動境内に高さ1メートル60センチメートルの石柱がある。石柱には「明治三一年戌旧十二月顔主堀口しげ女」と書かれている。田二斗が寄進した。また灯籠1対が無記名で据えられた。白滝不動堂に通じる道の傍には二千六百年記念碑がある。高さ2メートルの自然石に「二千六百年記念碑」と書かれている。

## 白滝

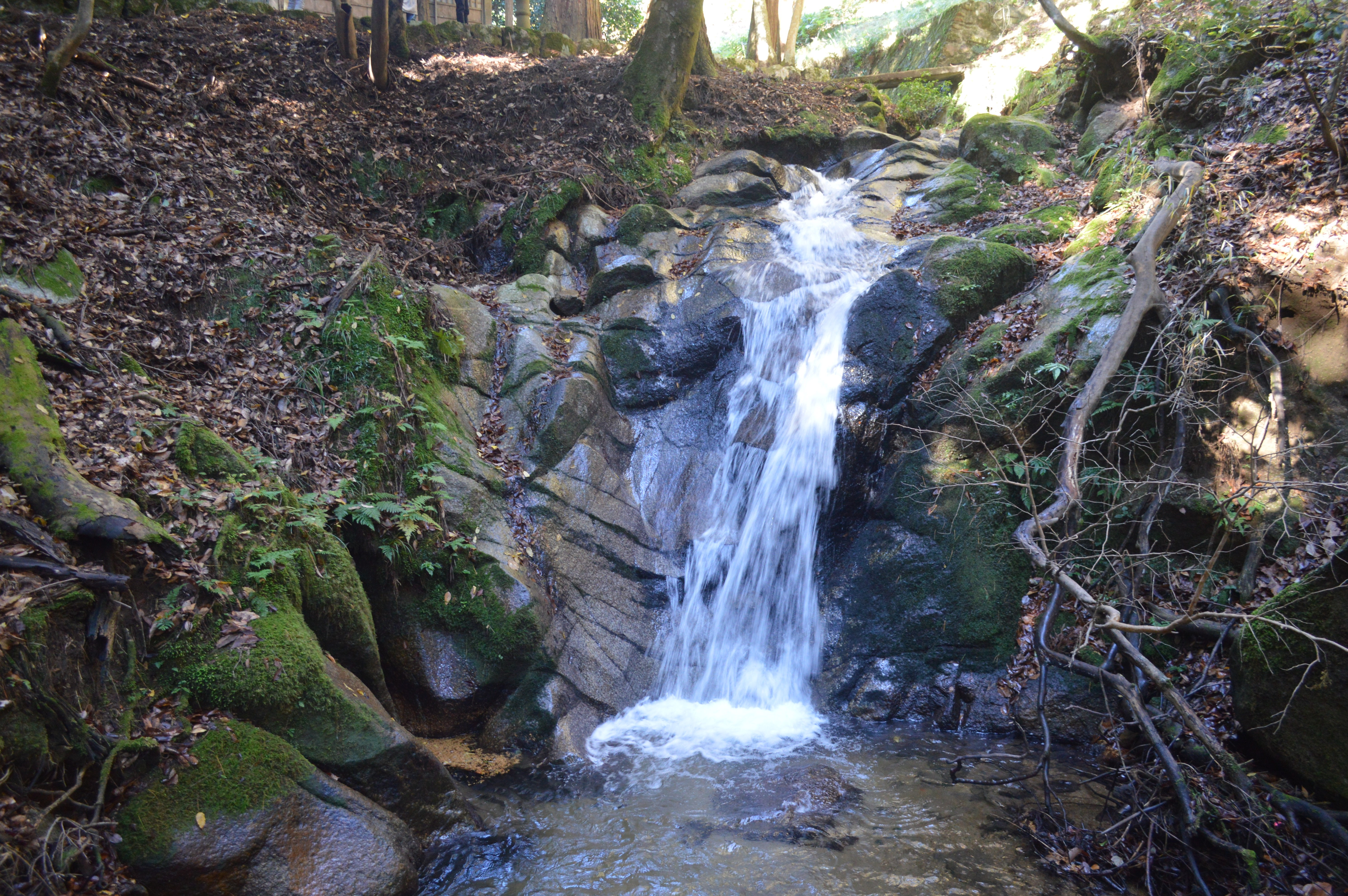
白滝

白滝不動堂の近くには沢滝に分類される白滝（しらたき）があり、落差は小さいものの流勢は強い。落差は5メートル、幅は2メートル。かつてはもっと落差が大きかったとされる。
春先には、磯砂山から流れてくる澄んだ水が不動堂前の滝壺に向かって、しぶきを上げながら流れ込む。秋の紅葉の時期には、白滝と不動堂と紅葉のバランスが美しい。